# Registre (beaux-arts)
Pour les articles homonymes, voir Registre.
Un registre dans les beaux-arts est un ensemble de motifs sur un même niveau horizontal, dans une sculpture, une œuvre peinte ou un monument sculpté. Les tympans ou les iconostases des églises présentent ce type d'ensemble. On parle également de registres en architecture pour distinguer les différents niveaux d'ornementation d'une façade ou, en menuiserie et dans le domaine du staff, ceux d'une baguette présentant un étagement de moulures.

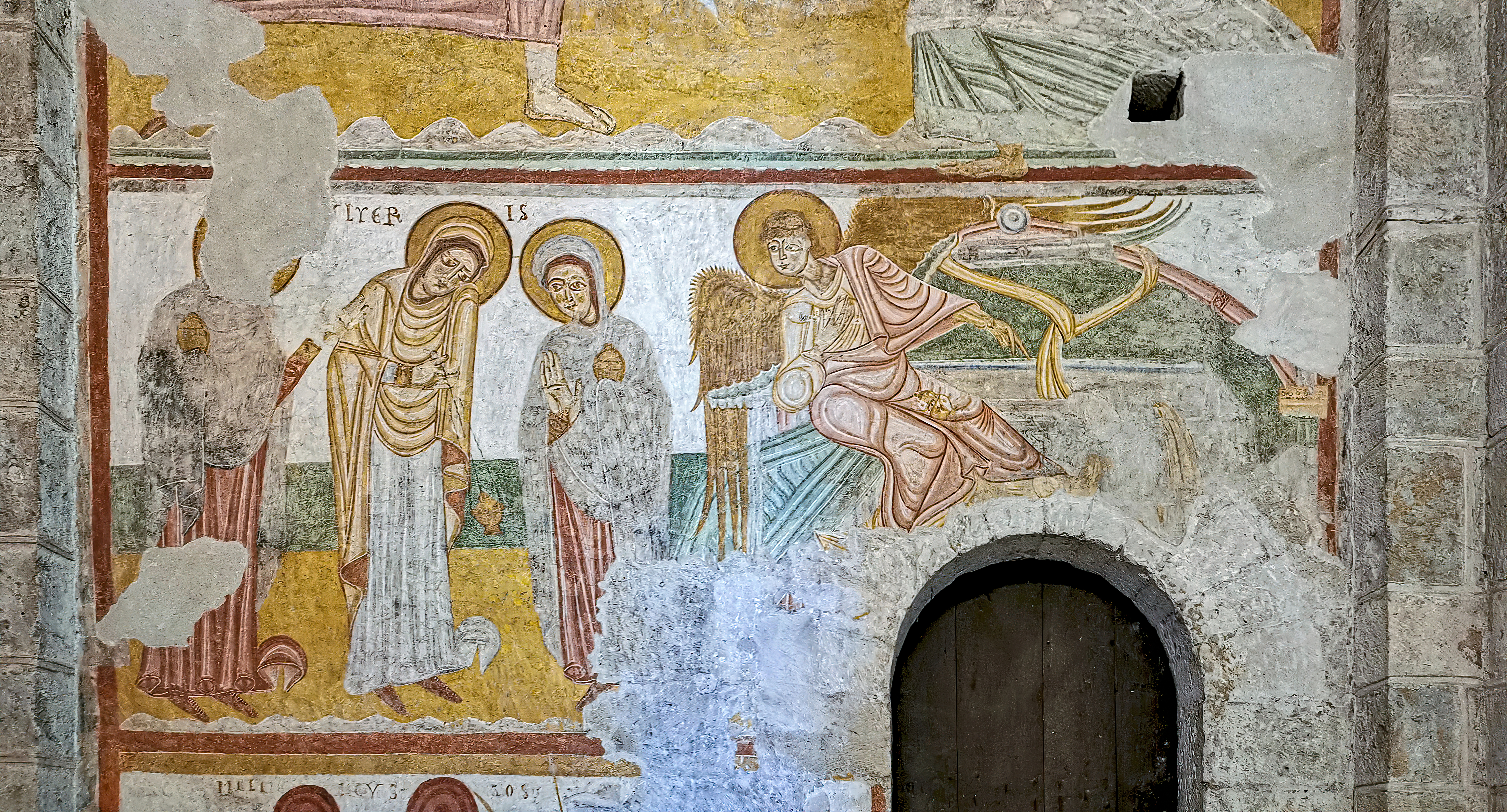
Basilique Saint-Sernin de Toulouse - Fresque de la Résurrection - second registre XIIe siècle
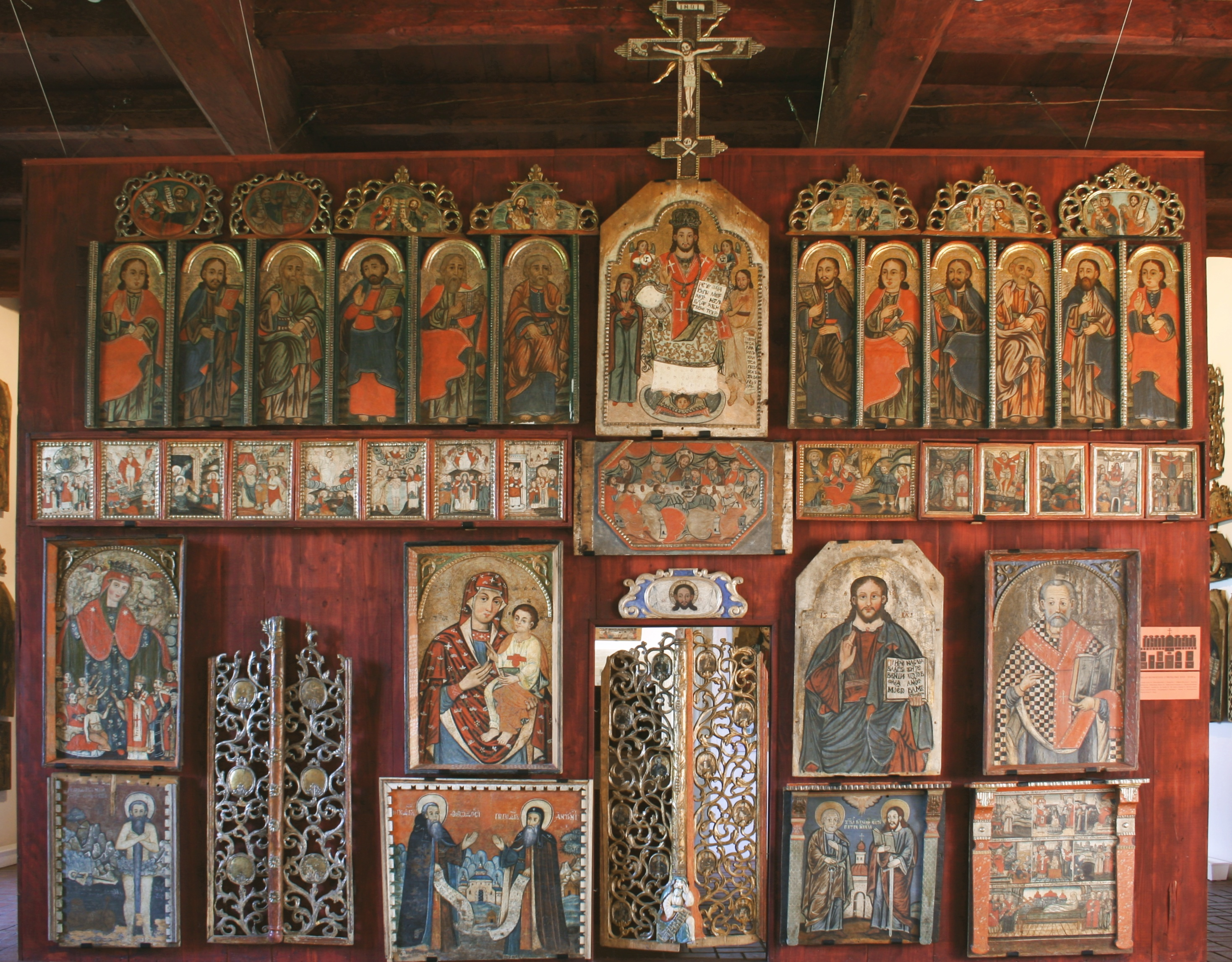
Iconostase du XVIIe siècle et XVIIIe siècle au Musée d'Histoire de Sanok en Pologne
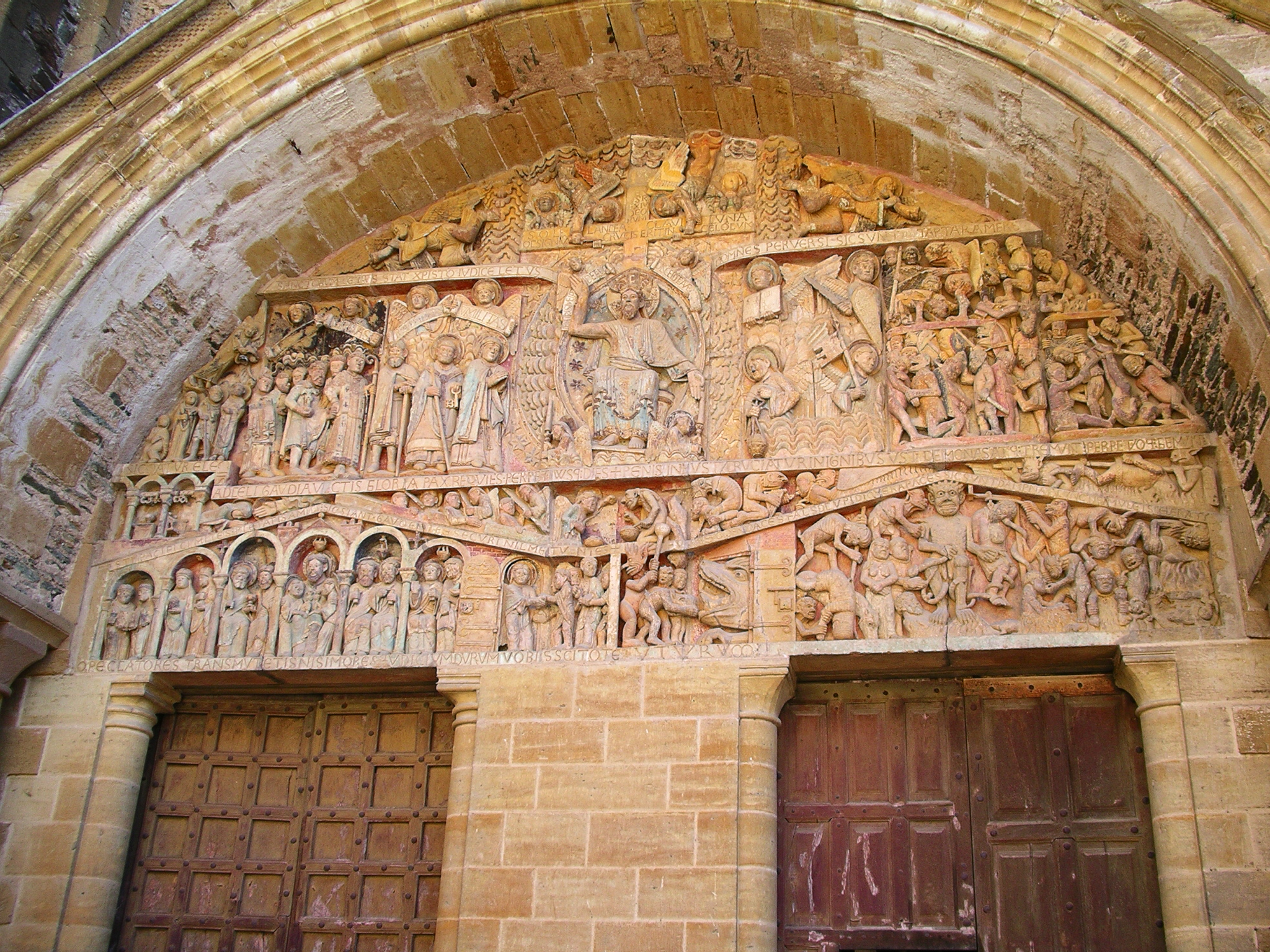
Abbatiale Sainte-Foy de Conques - Tympan